# Stjepan Jecić
Stjepan Jecić (Vinkovci, 1934.), hrvatski akademik.

## Životopis
Redoviti je član Hrvatske akademije znanosti i umjetnosti.

## Vanjske poveznice
- Stjepan Jecić Hrvatska tehnička enciklopedija, portal hrvatske tehničke baštine. LZMK